# クリムゾン・キモノ
『クリムゾン・キモノ』（The Crimson Kimono）は、1959年のアメリカ合衆国のサスペンス映画。サミュエル・フラー監督。
白人と日系人の刑事が、殺人事件の捜査過程で白人の女性と出会い、同じ女性に恋をしてしまう。ロサンゼルスを舞台に異人種間の恋愛を描くフィルム・ノワール。
日本劇場未公開だがJSB（現在のWOWOW）で放送されたことがある。

## ストーリー
劇場の楽屋でダンサーが何者かに襲われ、路上に逃げたところを射殺される。ロサンゼルス市警のチャーリーとジョーは捜査を開始する。日系二世のジョーは、イタリア戦線でチャーリーとともに従軍した戦友でもあった。
事件の手がかりは楽屋に残された「クリムゾン・キモノ」と題された絵のみ。作者の女性画家クリスティンに、ハンセルと名乗る男から脅迫電話があり、その後彼女の部屋に銃弾が撃ち込まれる。チャーリーとジョーは彼女を保護する。
しばらくして、ジョーはクリスティンと愛し合うようになる。それを知らないチャーリーは、クリスティンに心ひかれていることをジョーに打ち明ける。しかし事情を知ったチャーリーは身を引く。それを日系人に対する憐憫と誤解したジョーは、コンビを解消する。
ジョーを追ってリトル・トーキョーに来たチャーリーは、偶然ハンセルを見つける。

## キャスト
- ジョー - ジェームズ繁田
- チャーリー - グレン・コーベット（英語版）
- クリスティン - ヴィクトリア・ショウ（英語版）